# Ilakaka
Ilakaka, dal nome del fiume che la attraversa, è una piccola città del Madagascar sud occidentale. Abitata da poche decine di persone fino alla metà degli anni Novanta, a partire dal 1998, con la scoperta di uno dei più grandi giacimenti alluvionali di zaffiro della valle, e fino al 2012, è stata il più grande centro commerciale di zaffiri grezzi del mondo. La sua popolazione nel corso degli anni è aumentata vertiginosamente; nel 2005 è stata stimata in circa 60.000 unità.

## Geografia fisica

### Territorio
Ilakaka si trova lungo la Route nationale 7 (RN7) che collega la capitale Antananarivo al porto di Tulear nel sud-ovest del Madagascar. Situata ai margini del parco nazionale dell'Isalo, dista 218 km da Tulear, 26 km da Ranohira e 84 km da Sakaraha. Giacimenti di zaffiri sono stati trovati nei bacini dei fiumi Malio e Fiherenana a nord, nei bacini del fiume Benahy, Taheza, Imaloto e Onilahy a sud e a ovest di Ilakaka.

## Storia
Fino alla fine degli anni Novanta, Ilakaka viveva in un regime quasi autarchico, basato su un sistema agropastorale. La società dei Bara, l'etnia locale, era fondata sul legame spirituale con la natura; le forze sovrannaturali e il territorio venivano ritenute costitutive dell'identità di ciascun individuo. L’applicazione di particolari fady serviva a mantenere e rafforzare i valori tradizionali, preservando nel contempo l'ambiente naturale. Nonostante la crisi economica in atto a livello nazionale, le risorse naturali e le tecniche limitate di cui disponeva questa popolazione erano sufficienti per garantire la sussistenza e la stabilità del sistema tradizionale di produzione. La scoperta del primo giacimento di pietre preziose nell'ottobre del 1998 pose fine a questo equilibrio.
Diverse sono le versioni sul primo ritrovamento di zaffiri: c'è chi ne attribuisce la scoperta a un contadino del posto che per caso si sarebbe imbattuto in una pietra preziosa sul letto del fiume, chi a un geologo francese; questo evento accidentale diede il via a una corsa alle gemme che condusse nel villaggio fino a prima sconosciuto migliaia e migliaia di persone da tutto il paese, spinte dalla speranza di fare fortuna. La fisionomia del luogo mutò in brevissimo tempo, trasformando il tranquillo villaggio rurale costituito da quattro edifici, in una sovraffollata baraccopoli priva di qualsiasi infrastruttura pubblica e di controlli da parte dello stato.

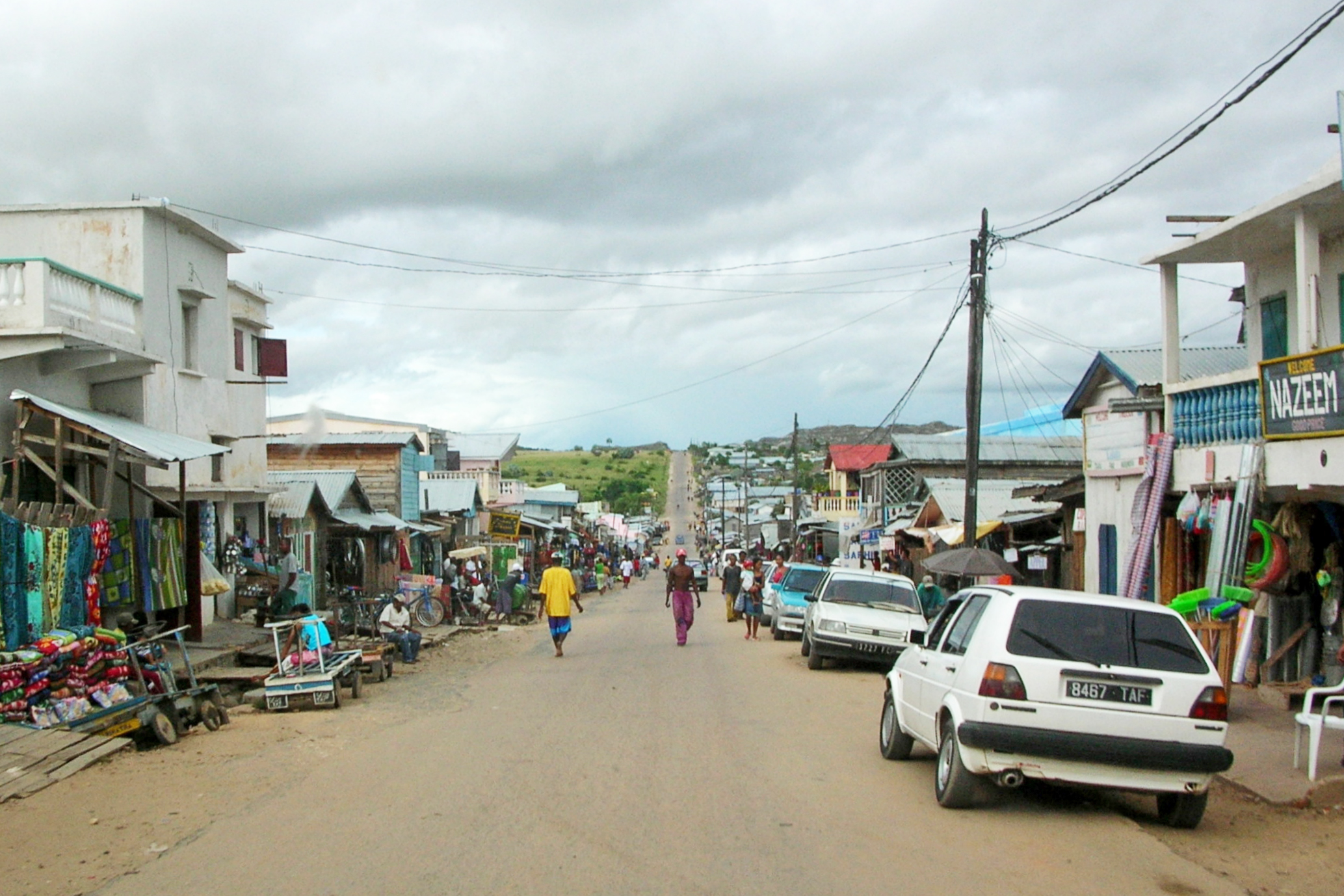
Centro città

La città si è sviluppata lungo la National Route 7, lungo la quale si susseguono negozi stranieri di vendita di gemme, ferramenta che offrono attrezzi per gli scavi, rivendite di cellulari e di abbigliamento, chioschi dietro ai quali acquirenti di preziosi verificano le pietre trovate dai cercatori, contrattandone il prezzo. La presenza di attività di commercio solo in parte legali e di mercanti e trafficanti di ogni genere, l'ampia disponibilità di manodopera a basso costo, anche minorile, e l'assenza di regolamentazione, il proliferare della prostituzione e l'alto tasso di criminalità le avrebbero conferito l'aspetto di una città di frontiera, descritta in alcuni magazine e guide di viaggio come un luogo che ricorda l'epoca dei cercatori d'oro del selvaggio West. Per la sua pericolosità è stata anche menzionata in un rapporto di WikiLeaks del 2008, in cui viene ricordato il controverso omicidio del cognato di Bin Laden, apparentemente coinvolto in un traffico di zaffiri, avvenuto in città nel gennaio 2007. Nel 2015, per contenere gli episodi di criminalità, le autorità locali decretarono il coprifuoco alle ore 21.
Dopo il 2012, con la progressiva diminuzione della quantità di zaffiri estratti, Ilakaka decade come centro minerario, soppiantata dalla città di Bemainty nella regione di Didy, nel corridoio Ankeniheny-Zahamena, dove sono stati scoperti nuovi giacimenti.

## Società

### Evoluzione demografica
Il villaggio è esploso con l'incessante afflusso di improvvisati cercatori di gemme in fuga dalla povertà, calcolato in circa 100.000 persone, provenienti soprattutto dal sud del paese. Nel 2005 la popolazione stimata era di 59.682 unità.

## Industria mineraria

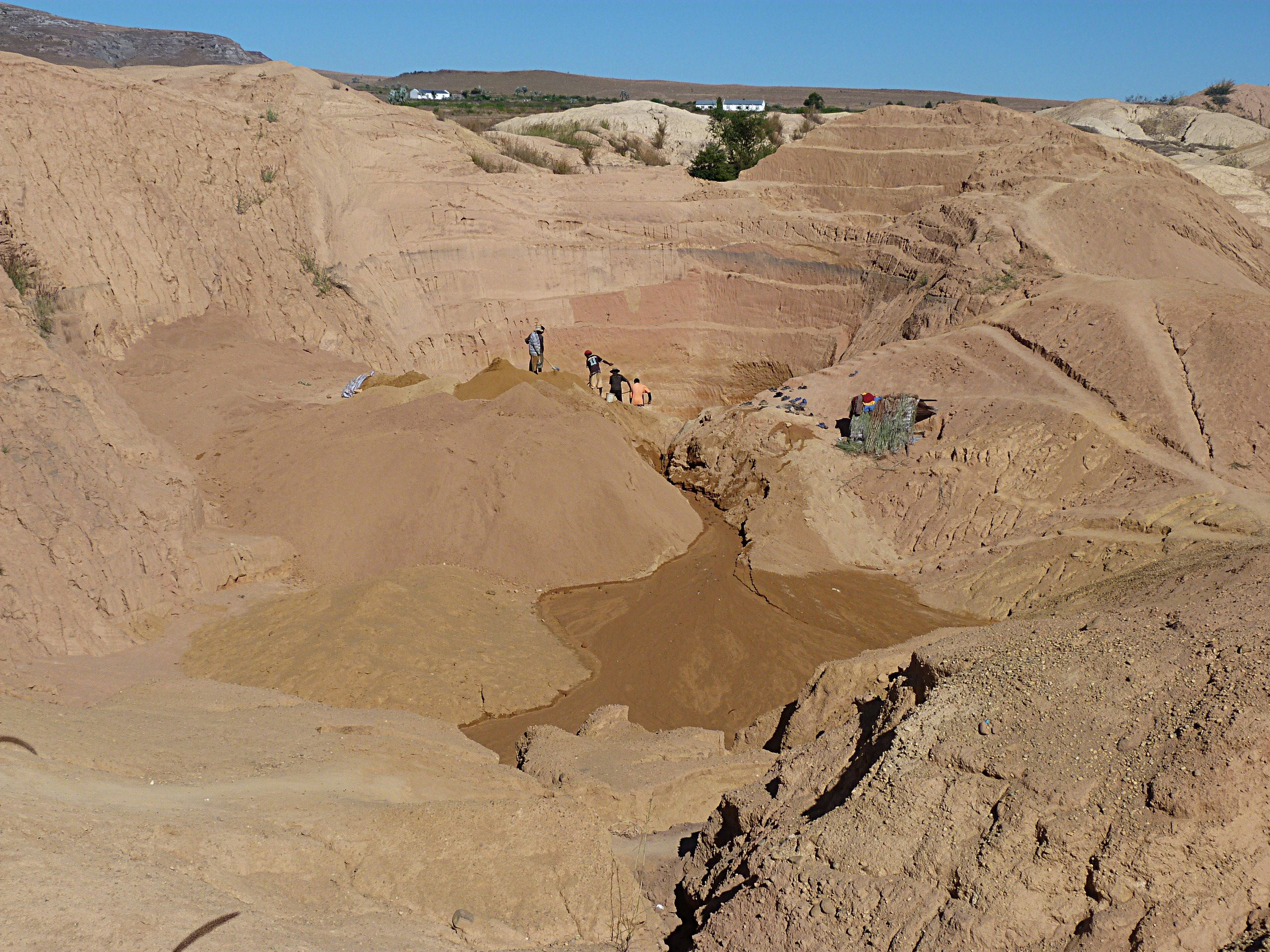
Miniere a cielo aperto

Il Madagascar produce circa la metà degli zaffiri di tutto il mondo. La corsa alle gemme mette spesso a rischio aree naturali protette: dalla fine degli anni Novanta, centinaia di migliaia di persone, un terzo delle quali minorenni, vivono a tempo pieno di questa attività. Dal 2012 la scoperta di nuovi giacimenti nel nord del Madagascar, vicino al Parco Zahamena, nelle foreste pluviali della regione di Atsinanana, dichiarate dall’UNESCO patrimonio dell'umanità, sta minacciando seriamente l'equilibrio dell'ecosistema. Decine di migliaia di cercatori hanno aperto miniere artigianali improvvisate, abbattendo migliaia di ettari di foresta nell'area protetta.
Anche a Ilakaka la migrazione di massa ha prodotto notevoli conseguenze ambientali e sociali. Si sono registrate estrazioni illegali di pietre preziose all'interno delle aree protette, già diventate meno sicure con l'istituzionalizzazione del parco. Il passaggio di queste zone all'amministrazione statale avrebbe depotenziato la gestione in precedenza soggetta alle regole tradizionali della popolazione di Tompontany (gruppo etnico Bara), che proteggeva la foresta, ritenuta luogo sacro, dallo sfruttamento abusivo, attraverso l'applicazione di numerosi fady. L'invasione di cercatori avvenuta a partire dal 1998 ha inoltre profondamente sconvolto il sistema di produzione endogeno fondato sul tradizionale agropastoralismo.
Le tecniche artigianali di scavo manuale dei pozzi, condotte senza l'impiego di strumenti di protezione, hanno causato numerosissimi incidenti mortali fra i cercatori, del cui intenso sfruttamento si sono arricchiti i commercianti provenienti principalmente dallo Sri Lanka e dalla Thailandia, paesi nei quali vengono esportati i preziosi per essere tagliati e rivenduti nel mercato asiatico. Si stima che nei primi anni il valore locale degli acquisti di pietre ammontasse a $ 500.000 al giorno. Secondo il commerciante di gemme malgascio Jean Noel Andrianasolo, uno dei fondatori di Itakaka, dalle miniere sarebbero stati estratte circa due tonnellate di zaffiri all'anno. Un carato di zaffiro di alta qualità può valere da 100.000 a 200.000 Ariary (55-110 USD) nel mercato internazionale.

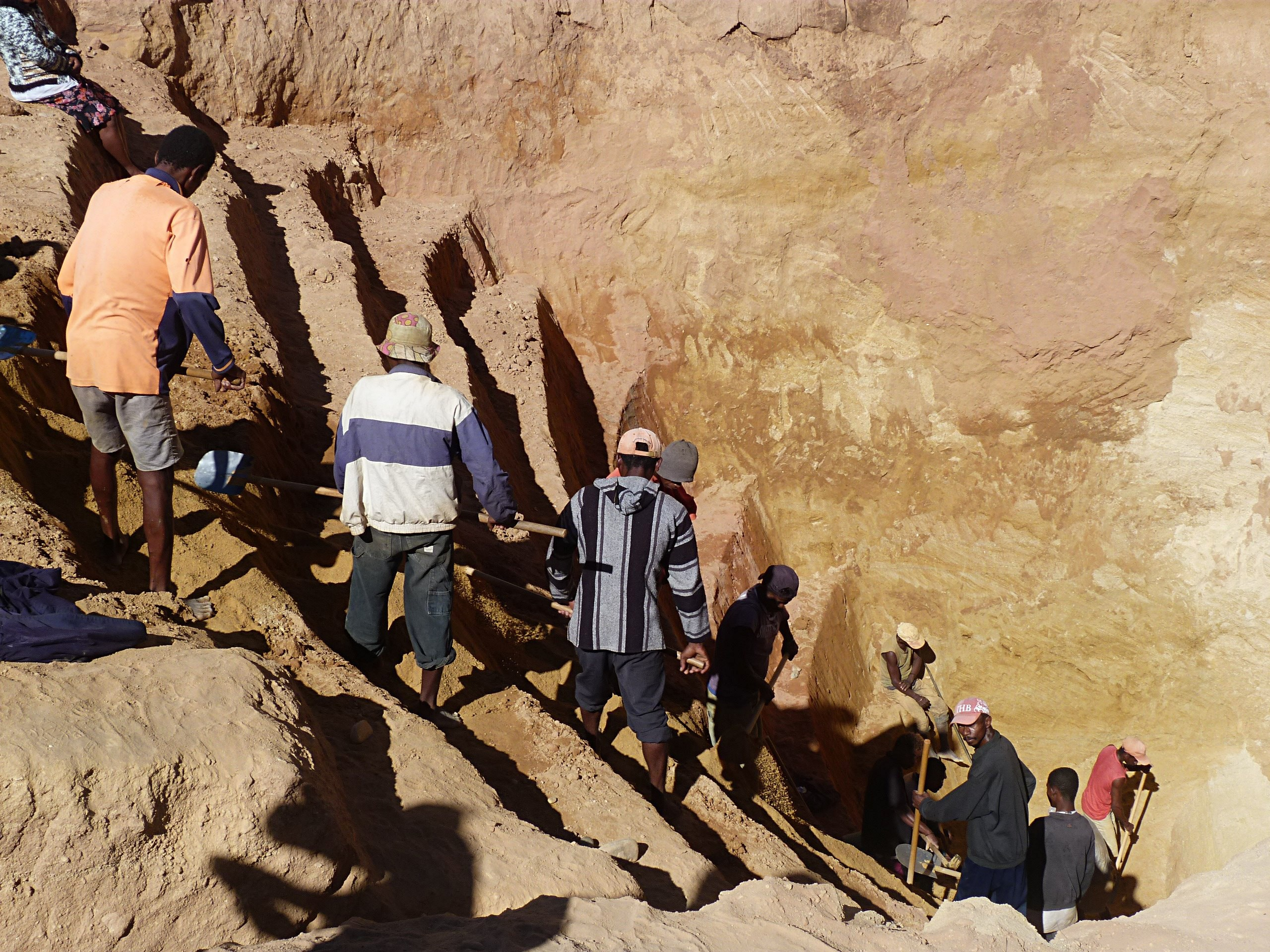
Ilakaka, Minatori

L'attività di estrazione a Ilakaka è gestita da aziende private straniere in possesso di concessioni statali che fanno ricorso a manodopera pagata giornalmente, o a minatori che si dedicano a questa attività singolarmente o con le loro famiglie scavando a mano i pozzi, in condizioni di assenza totale di misure di sicurezza. Nel 2010 nell'area di Ilakaka l'estrazione artigianale rappresentava oltre il 90% della produzione regionale.

## Visita alle miniere
Un rivenditore locale di zaffiri, Color Line, situato in città lungo la RN7, propone visite guidate ad una miniera all'aperto gestita da una società svizzera, situata a circa un chilometro dal negozio. La durata è di 45 minuti. Nel 2018 il costo è di 12.000 ariary a persona (circa 3.5 euro). Nella stessa sede dell'agenzia è possibile visitare lo showroom. Sempre in città, lungo la RN7, in prossimità del ponte sul fiume, è possibile osservare liberamente i cercatori di zaffiri (specialmente donne), che setacciano l'acqua del fiume alla ricerca di pietre preziose.

## Amministrazione
Ilakaka appartiene al distretto di Ihosy, nella regione di Ihorombe, nella provincia di Fianarantsoa.